# Legge agraria Grimani
La legge agraria Grimani è un provvedimento emanato nel 1756 il  patrizio veneziano Grimani, nella sua qualità di Provveditore generale di Dalmazia ed Albania con cui concedeva 300 campi padovani a testa ai nobili, 200 ai cittadini e 2 soltanto ai Morlacchi  in Dalmazia. Il terreno veniva concesso in enfiteusi, con il dominio utile trasmissibile agli eredi, ma non alienabile, una forma che assicurava, perciò il perdurare della stanzialità della popolazione agricola, da cui trarre anche leve militari contro il pericolo turco. 
Con la  Pace di Passarowitz del 1717 la Repubblica di Venezia aveva rinunciato a tutti i suoi possessi  nel Mare Egeo (rimanevano le Isole Ionie). In cambio aveva ottenuto un allargamento del territorio in Dalmazia, che in seguito anche a guerre e pestilenze era quasi completamente disabitato ed incolto.
Il vincolo della non alienabilità era mal visto da diversi ambienti e alla caduta della Repubblica di Venezia, già sotto il breve governo austriaco ci furono pressioni per abrogare i vincoli della legge Grimani
Alla venuta di Napoleone che aveva creato le Province Illiriche, con risoluzione di Saint Cloud del settembre 1806 il vincolo dell’inalienabilità fu tolto e la proprietà in breve si riunì in poche mani.